# Pseudoptygonotus prominemarginis
Pseudoptygonotus prominemarginis är en insektsart som beskrevs av Zheng, Z. och B. Mao 1996. Pseudoptygonotus prominemarginis ingår i släktet Pseudoptygonotus och familjen gräshoppor. Inga underarter finns listade i Catalogue of Life.